# Авксентій Галинський
Афанасій Галинський (чернече ім'я Авксентій; 1782, Обухів — 10 квітня 1844, Київ) — український церковний діяч, ректор Воронезької духовної семінарії (1819–1821), намісник Києво-Печерської лаври. Настоятель Києво-Пустинно-Миколаївського монастиря. Випускник Києво-Могилянської академії.

## Біографія
Батько Афанасія був протоієреєм. З 1789 роки навчався в Києво-Могилянській академії. Виділявся відмінними успіхами, здібностями і особливо «доброзвичайністю». Його старанність не залишилися без уваги керівництва академії. Ще студентом богослов'я Галинський в 1803 році був призначений учителем 2-го класу Києво-Могилянської академії. Закінчивши повний курс, залишився в академії, присвятивши себе викладацькій роботі.
Був вчителем грецької мови в нижчому граматичному класі (до 1805), учителем арифметики, історії та географії. У середині 1809–1810 навчального року переведений викладачем латинської граматики в середній граматичний клас, а через рік став викладачем вищого граматичного, середнього арифметичного, другого історичного і географічного класів.
Досить рано виявив прагнення до чернечого життя. Двічі в 1805 і 1812 митрополит Київський, Галицький і всієї Малої Руси Серапіон (Александровський) відмовляв йому «через недостатні роки». Тільки після наполегливих прохань в 1814 році Галинський отримав дозвіл прийняти чернечий постриг у Києво-Печерській лаврі.
Тоді ж Серапіон (Александровський) висвятив його на ієродиякона, а пізніше — в ієромонахи. У 1814 він був зарахований до соборних ієромонахів Києво-Печерської лаври.
З 1814 року — професор риторики Києво-Могилянської академії. Окрім того, обіймав посаду комісара (завідувача господарськими справах академії), а з 1815 року — члена її правління.
З відкриттям Київської духовної академії Серапіон (Александровський), незважаючи на багаторічну бездоганну роботу Галинського, рекомендував його викладачем, але синод призначив Галинського у Воронезьку духовну семінарію на посаду інспектора і професора богослов'я.
З 1819 року — ректор Воронезької духовної семінарії. На цій посаді наполегливо впроваджував ідеали благочестя, якими повинні були керуватися в навчанні і житті його вихованці. Це дратувало префекта семінарії, протоієрея Воронезького Благовіщенського собору І. Я. Зацепіна, що в кінцевому підсумку і стало причиною звільнення Галинського і повернення в Києво-Печерську лавру.
У 1826 році Галинський був висвячений в архімандрити і призначений намісником Києво-Печерської лаври, обов'язки якого він виконував до 1834 року, коли за поданням митрополита Київського і Галицького Євгенія (Болховітінова) отримав настоятельство в Київському Пустинно-Миколаївському монастирі і став членом Київської консисторії.
Крім того, був благочинним штатних і позаштатних київських монастирів. Після зниження Києво-Пустинно-Миколаївського монастиря з 1-го до 2-го класу, синод залишив за Галинським права першокласного настоятеля.
На честь багаторічної освітньо-духовної діяльності отримав кілька нагород: в 1817 року — орден святої Анни II ступеня, корону до якого йому вручили в 1838 році, в 1841 році — орден святого Володимира II ступеня.
Як учасник коронації російського імператора Миколи I отримав пам'ятну срібну медаль.
Помер 10 квітня 1844 в Києві, де жив свої останні роки, «любимий усіма за простоту і незлостивість».

## Праці
Авксентію належать: підручник «Початкові вправи в проповідування слова Божого, під керівництвом наставників» і «Слово» в день святкування Архангела Михаїла (8 листопада), надруковані в 1836 році.